# Exosphaeroma planum
Exosphaeroma planum är en kräftdjursart som beskrevs av Barnard. Exosphaeroma planum ingår i släktet Exosphaeroma och familjen klotkräftor. Inga underarter finns listade i Catalogue of Life.